# Litoporus uncatus
Litoporus uncatus is een spinnensoort uit de familie trilspinnen (Pholcidae). De soort komt voor in het noorden van Zuid-Amerika. 